# کوسوف روسکی
کوسوف روسکی (به لهستانی:  Kosów Ruski) یک روستا در لهستان است که در گمینا کوسوف لاتسکی واقع شده‌است.